# In Dub
In Dub er Hallucinogens tredje album, udgivet i oktober 2002, på Twisted Records. Det er remixet af Ott

## Trackliste
1. . "Mi-Loony-Um!" ('A Floating Butterfly Stings Like A Bee' Mix)
2. . "Solstice" ('Warwick Bassmoney' Mix)
3. . "Gamma Goblins" ('Its Turtles All The Way Down' Mix)
4. . "Spiritual Antiseptic" ('Minty Fresh Confidence' Mix)
5. . "L.S.D." ('World Sheet Of Closed String' Mix)
6. . "Angelic Particles" ('Buckminster Fullering' Mix)